# Titania (Schiff, 1895)
Die Titania war ein 1895 erbautes finnisches Frachtschiff, das die  kaiserliche Marine ab 1901 als Versorgungsschiff. nutzte. Nach Beginn des Ersten Weltkrieges wurde es selbstversenkt.

## Geschichte
Das Schiff wurde 1895 von Armstrong & Mitchell Co. Ltd. in Newcastle upon Tyne als Frachtschiff gebaut. und am 29. Mai 1896 in Finnland als Titania registriert. Am 1. März 1901 verkaufte der finnische Eigner Finska Angfartygs A/B das Schiff an Reederei H. Diederichsen in Kiel.
Knapp zwei Monate später, am 4. Mai 1901, übernahm die kaiserliche Marine den Dampfer, um ihn im Bedarfsfall als Begleitschiff nutzen zu können. H. Diederichsen blieb Korrespondentreeder. Im März 1910 wurde die Titania zum Begleitschiff umgebaut und als Versorgungsschiff im Ostasiengeschwader eingesetzt, das in Tsingtau stationiert wurde. Das Schiff wurde gegen den Aufstand der Sokehs 1910 eingesetzt.
Nach Beginn des Ersten Weltkrieges begleitete die Titania im September 1914 die Nürnberg bei einer Operation, bei welcher die Kabelstation auf Fanning Island zerstört wurde. Als der Kessel des Schiffes verbraucht und eine Weitermarsch mit dem Geschwader nicht möglich war, wurde die Titania am 18. November 1914 7,87 Kilometer nordwestlich von Alejandro Selkirk, eine der Juan-Fernández-Inseln vor Chile, im Ostpazifik selbstversenkt.
Die genaue Lage des Wracks war lange Zeit unbekannt. Am 14. Oktober 2024 wurde es jedoch von einem Tauchboot des Expeditions-Kreuzfahrtschiffs Seabourn Pursuit lokalisiert. Das Wrack liegt dort in einer Tiefe von 95 Metern.